# Rzeczyca (gmina Ulhówek)
Rzeczyca – wieś w Polsce, położona w województwie lubelskim, w powiecie tomaszowskim, w gminie Ulhówek.
Wieś tenuty rzeczyckiej, położona była w XVIII wieku w powiecie bełskim.
W II Rzeczypospolitej wieś w powiecie rawskim w woj. lwowskim.
W latach 1943–1947 nacjonaliści ukraińscy z OUN-UPA zamordowali tutaj 29 Polaków, paląc większość polskich gospodarstw.
Wieś jest sołectwem w gminie Ulhówek. Według Narodowego Spisu Powszechnego z roku 2011 wieś liczyła 209 mieszkańców.
| SIMC    | Nazwa            | Rodzaj    |
| ------- | ---------------- | --------- |
| 0904517 | Kolonia Rzeczyca | część wsi |
| 0904523 | Rynek            | część wsi |
| 0904530 | Sidorówka        | część wsi |
| 0904546 | Suszek           | część wsi |

W latach 1975–1998 miejscowość należała administracyjnie do województwa zamojskiego.
Wierni Kościoła rzymskokatolickiego należą do parafii św. Maksymiliana Kolbego w Ulhówku.